# Philip Julius Bornemann (kancellisekretær)
 Der er flere personer med dette navn, se Philip Julius Bornemann.
Philip Julius Bornemann (født 2. september 1599 i Bückeburg i Tyskland, død 9. august 1652) var en dansk kancellisekretær, søn af dr.med. Cosmus Bornemann og Margrete von der Meden, far til professor Cosmus Bornemann.
Bornemann studerede ved forskellige universiteter og blev lic.jur. i Wittenberg. Anbefalet af sin morbroder Martin von der Meden blev han først ansat i kancelliet hos greven af Oldenborg og derpå hos ærkebiskop Johan Frederik af Bremen.
1626 blev han kammersekretær hos hertug Frederik, der den gang var biskop i Verden og koadjutor i Halberstadt; fra hans tjeneste gik han 1629 over i Christian IV's som sekretær i det Tyske Kancelli.
Med en kort afbrydelse fra 1635-37, hvor han på ny var ansat hos hertug Frederik som daværende ærkebiskop i Bremen, forblev han i den danske konges tjeneste til sin død og benyttedes særdeles meget ved det tyske kancellis forretninger; han forlenedes med flere kanonikater.